# Cronologia do Conflito israelo-libanês de 2006
O conflito israelo-libanês de 2006 foi um confronto no norte de Israel e sul do Líbano envolvendo o braço armado do Hizbollah e as Forças de Defesa de Israel (FDI). Entre civis, militares oficiais e guerrilheiros, foram confirmadas mais de mil mortes nas hostilidades durante o conflito.

## Julho

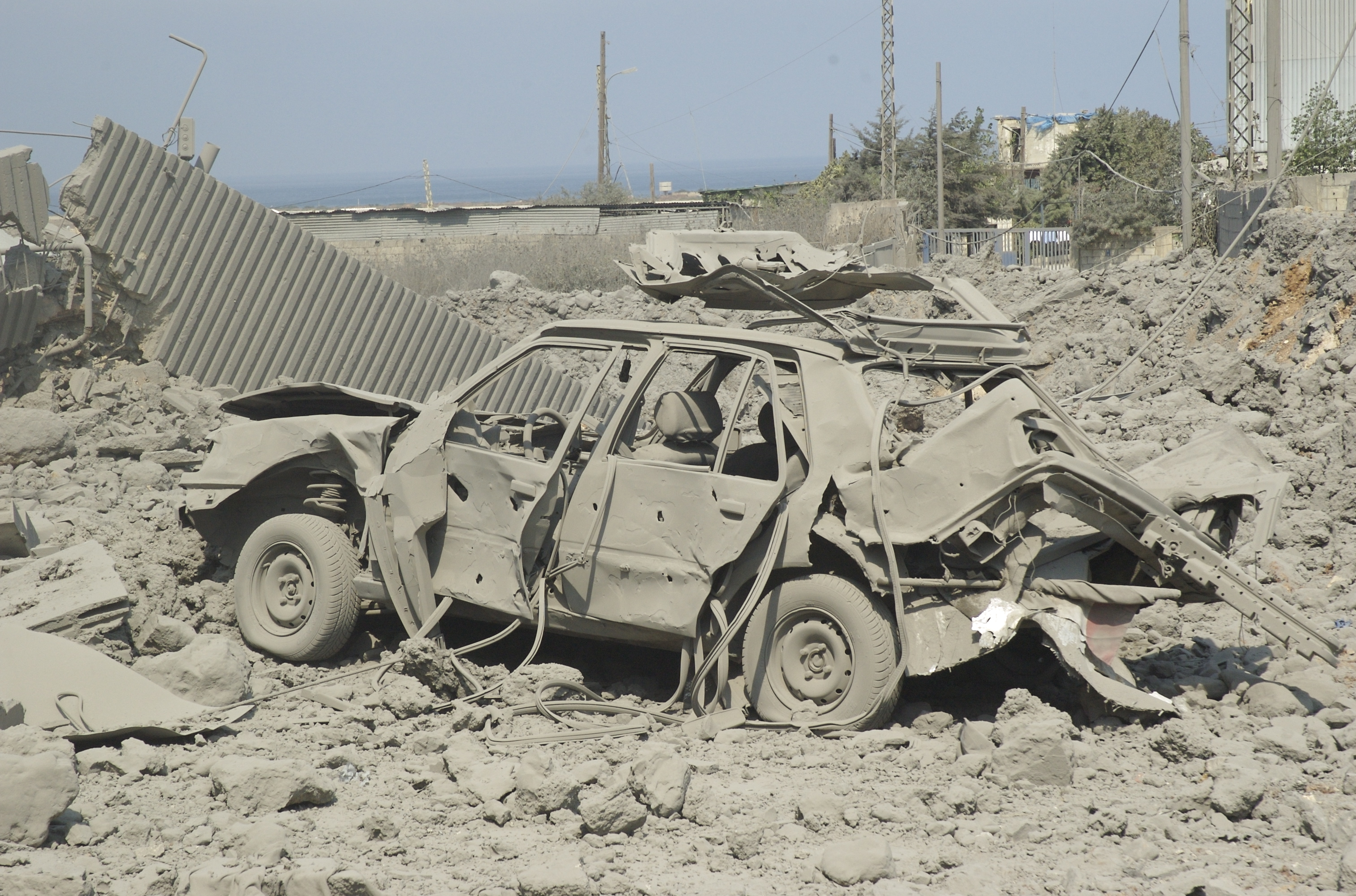
Carro destruído após ataque aéreo israelense contra Beirute.

- 12 de julho - o Hizbollah sequestra dois militares israelenses para serem trocados por prisioneiros, em uma ação que matou oito soldados israelenses e dois membros da milícia islâmica.
- 13 de julho - Israel promove cerca de quarenta ataques aéreos contra o Líbano, atingindo, entre alvos, o aeroporto internacional de Beirute e 21 posições do Hizbollah e do exército libanês, causando 46 mortes. O Hizbollah dispara vários mísseis contra Israel e mata 3 civis.
- 14 de julho - ataques aéreos israelenses atingem o subúrbio sul de Beirute. O Hizbollah dispara mais de 100 foguetes Katyusha contra Israel, que matam 2 civis. O Hizbollah atinge com um míssil uma fragata israelense na costa do Líbano, onde quatro marinheiros israelenses morrem. O premiê israelense Ehud Olmert impõe como condições para um cessar-fogo a libertação dos soldados, o fim dos disparos de foguetes e a aplicação da resolução 1559/2004 da ONU, que prevê o desarmamento da milícia e a restauração da soberania do governo libanês. O líder do Hizbollah, Hassan Nasrallah, declara guerra contra Israel.
- 15 de julho - Israel faz incursões na região da fronteira e nos portos de Beirute, Jounyeh e Trípoli, destruindo o quartel-general do Hizbollah na capital libanesa e matando 38 civis. Tiberíades, no norte de Israel, é atingida por foguetes.
- 16 de julho - 60 civis libaneses morrem em ataques israelenses. O Hizbollah ataca Haifa com foguetes Katyushas, um dos quais atinge uma estação de trem e mata 8 civis israelenses. O exército israelense pede à população que deixe o sul do Líbano. O G8 faz um apelo à interrupção dos combates e propõe o envio de uma força de estabilização.
- 17 de julho - a cidade de Baalbeck é atacada por Israel. Nos arredores de Beirute 59 civis morreram, 12 em um ataque contra um microônibus. O Hizbollah promove ataques com mísseis que atingem Haifa, São João de Acre e os arredores de Nazaré. A ONU pede o fim das hostilidades. O primeiro-ministro da França, Dominique de Villepin, ao visitar Israel para retirar 750 de seus compatriotas e mais 150 outros estrangeiros com um ferryboat fretado, pediu "uma trégua humanitária imediata".
- 18 de julho - 11 militares são mortos em quartéis libaneses. Enquanto as operações de retirada de cidadãos estrangeiros são intensificadas e os emissários da ONU chegam a Jerusalém, Ehud Olmert descarta um cessar-fogo.
- 19 de julho - Israel amplia os bombardeios aéreos e navais, matando 72 civis. O Gabinete de Segurança israelense autoriza a manutenção das operações por tempo indeterminado e o Hizbollah afirma poder continuar a bombardear Israel por meses. Mísseis atingem o centro de Beirute e foguetes matam duas pessoas na cidade de Nazaré. Na fronteira, dois soldados israelenses morrem em confrontos com o Hizbollah. Ocorre a primeira retirada em massa de estado-unidenses.
- 20 de julho - mais combates entre Israel e Hizbollah já dentro do território libanês. Apelos internacionais por um cessar-fogo, principalmente do Vaticano, de Moscou e do secretário-geral da ONU. Em combates contra o Hizbollah, 4 soldados de Israel morrem.
- 21 de julho - Israel lança panfletos sobre cidades libanesas perto da fronteira, pedindo que os civis se retirem da área. Pelo menos 500 mil libaneses fogem dos conflitos. Com o intuito de impedir a entrada de armas no Líbano, Israel ataca pontes e estradas, dificultando a fuga de refugiados libaneses.
- 22 de julho - ataques israelenses bombardeiam antenas de televisão e de telefonia celular no Líbano, visando dificultar a comunicação dos milicianos do Hizbollah. Foguetes do Hizbollah ferem dois civis em Israel.
- 23 de julho - a secretária estado-unidense de Estado, Condoleezza Rice, visita a região tentando pôr fim às hostilidades. Hizbollah mata dois civis israelenses com mísseis em Haifa.
- 24 de julho - Condoleezza Rice apresentou suas propostas ao Líbano e a Israel, tentando pôr fim aos combates e promover um cessar-fogo; tal iniciativa não promoveu nenhum avanço para pôr fim no conflito. Um helicóptero militar israelense cai ao norte de Israel, os dois pilotos morrem. O Hezbollah diz que abateu o aparelho, mas Israel nega.
- 25 de julho - quatro observadores da UNIFIL (provenientes da Áustria, do Canadá, da China e da Finlândia) são mortos num posto de observação por uma bomba lançada pela força aérea de Israel. Os EUA usam seu poder de veto na ONU, e evitam uma condenação ao ataque de Israel. Trinta soldados israelenses são feridos na batalha de Bint Jbeil.
- 26 de julho - a ONU defende uma apuração do ataque contra a UNIFIL. Os países participantes da conferência internacional sobre o Líbano, em Roma, pedem a formação de uma força internacional sob o mandato da ONU para dar assistência à população libanesa, mas não conseguem um cessar-fogo. O Hizbollah diz que o combate contra Israel entrou em nova fase e que o grupo não aceitará condições 'humilhantes' para chegar a um cessar-fogo. A violência já deixara um saldo de 400 mortos no Líbano, a maioria civis, e cerca de 40 mortos em Israel.
- 27 de julho - artilharia e aviões israelenses fizeram ataques contra o Hizbollah no sul do Líbano. O governo libanês anunciou que os mortos passam de 600. O governo israelense convocou 30 mil reservistas, para uma possível ampliação dos ataques contra cidades e aldeias no sul do Líbano.
- 28 de julho - o Hizbollah estende seus ataques para 'além da cidade de Haifa' com mísseis de longo alcance contra a cidade de Afula, no norte de Haifa. Cinco foguetes Khaibar-1 acertaram a cidade. Segundo autoridades israelenses não houve mortes.
- 29 de julho - Israel nega o pedido de uma trégua de 72 horas solicitada pela ONU para fazer chegar ajuda humanitária ao sul do Líbano. A Al Qaeda defende que não ficará assistindo aos combates no Líbano e em Gaza pacificamente.
- 30 de julho - um bombardeamento pela força aérea de Israel causou a morte de cerca de 30 pessoas havendo várias crianças entre as vítimas em Qana, Líbano. O ataque israelense provocou grande choque e tristeza no mundo árabe. Em represália ao ataque israelense contra Qana, o Hizbollah atacou com mísseis as cidades israelenses de Haifa, Kiryat Shmona, Acre, Nahariya, e Rosh Pina com mais de 140 mísseis, ferindo 7 civis israelenses levemente. Devido à péssima repercussão do ataque a Qana, Israel aceitou suspender os ataques aéreos no sul do Líbano por 48 horas, e permitiu ajuda humanitária aos civis libaneses.
- 31 de julho - o ministro de Assuntos Exteriores do Irã, Manouchehr Mottaki, foi ao Líbano, onde se reuniu com diversas autoridades libanesas. As expectativas eram de que a influência do governo iraniano sobre o Hizbollah pudesse colocar fim aos combates. O exército israelense fez uma incursão na região de Aita Al-Shaab, os milicianos do Hizbollah enfrentaram os soldados em combates naquele região. A força aérea israelense atirou contra um caminhão que transportava armas em uma estrada em território libanês, perto da fronteira com a Síria. Milicianos do Hizbollah atacaram tanque israelense, ferindo 3 ocupantes do blindado. Israel disse que não vai concordar com um cessar-fogo imediato e expandirá sua ofensiva militar contra os guerrilheiros do Hizbollah no Líbano. Israel diz que destruiu 2/3 dos foguetes do Hizbollah, informação que foi negada pela organização libanesa. O Hizbollah disse que seus guerrilheiros atingiram um navio de guerra israelense com foguetes, no sul da cidade portuária libanesa de Tiro. A organização xiita disse que havia 53 pessoas a bordo do navio no momento das explosões, e Israel limitou-se a dizer que nenhum de seus navios de guerra fora atingido.

## Agosto
- 1 de agosto - o gabinete de segurança do primeiro-ministro israelense Ehud Olmert, aprovou a ampliação das ofensivas terrestres contra a guerrilha do Hizbollah dentro do Líbano. O governo israelense convocou mais 15 mil de reservistas. Israel promoveu ataques aéreos contra a cidade libanesa de Hermel, reduto do Hizbollah. A força aérea de Israel atacou a estrada que liga o nordeste do Líbano à Síria, e também um trecho da estrada para a Síria na localidade de Qaa, perto de Hermel. O Hizbollah negou a perda de 300 guerrilheiros em combates. Três soldados israelenses foram mortos quando um foguete atingiu a casa onde estavam, na cidade de Aita al-Shaab, e 25 soldados israelenses foram feridos em combates no Líbano. Na fronteira, do lado de Israel, cinco soldados israelenses ficaram feridos na cidade de Zarit, ao serem atingidos por disparos. Israel diz que matou 10 milicianos do Hizbollah na cidade de Aita al-Shaab,e o exército israelense diz que sofreu um número não definido de baixas na mesma cidade, onde para-quedistas saltaram. A aviação israelense fez 12 ataques contra a cidade de Baalbek. Israel interveio durante alguns minutos na TV do Hizbollah , a Al-Manar, durante o noticiário, apresentando fotos de corpos e acusando o chefe do grupo radical xiita, Hassan Nasrallah, de ser mentiroso. E também interferiu nas rádios FM, cortando a transmissão de canções patrióticas e transmitiu mensagens dizendo que Hassan Nasrallah mente.
- 2 de agosto - o Hizbollah, em seu maior ataque desde o começo das hostilidades, disparou mais de 230 foguetes Katyusha contra o norte de Israel, matando 1 civil israelense e ferindo 100. Três tanques israelenses foram destruídos por mujahedins do Hizbollah em Adisa. A aviação israelense bombardeou as pontes Arka e Andaquit no extremo norte do Líbano, na região de Akkar, perto da fronteira com a Síria. No total, desde o início dos ataques aéreos israelenses, 177 crianças libanesas morreram. O ataque à base militar em Iqlim Al Tufah matou três soldados libaneses. O ataque aéreo a Baalbek matou 19 civis libaneses, e houve confronto entre tropas israelenses e milicianos do Hizbollah. Ainda em Baalbek, unidades de elite do exército israelense realizaram uma operação helitransportada e invadiram um hospital, afirmando a captura de 5 guerrilheiros do Hizbollah, e mataram 10. Soldados israelenses incendiaram 3 postos de gasolina, numa estrada entre as cidades de Ballbek e Homs. Israel anunciou mais dez dias consecutivos de ataques e pediu paciência e determinação para deixar o exército "terminar seu trabalho". O governo do Líbano informou que o confronto causou prejuízo de 2 bilhões de dólares para a infraestrutura do País. O secretário-geral da ONU, Kofi Annan, expressou apoio à postura unificada da União Europeia para resolver a crise e cancelou pela segunda vez uma reunião que debateria o envio de uma força multinacional à região.
- 3 de agosto -  o Hizbollah disparou mais de 200 foguetes Katyusha contra as cidades israelenses de Akko, Tiberíades, Kiryat Shmona e Maalot, matando 8 civis israelenses e ferindo 27. Milicianos do Hisbollah dispararam um míssil antitanque contra um veículo de combate israelense na aldeia de Rayamin, no sul do Líbano, matando três soldados e ferindo gravemente outro. Um soldado israelense morreu no setor de Taibeh. A aviação israelense retomou os ataques contra Beirute, atingindo o subúrbio sul da cidade, e atacou a região de Akkar, no extremo norte do Líbano. O Hizbollah anunciou que dará continuidade ao combate contra Israel enquanto soldados israelenses permanecerem em território libanês. Milicianos do Hizbollah afirmaram ter destruído um tanque israelense Merkava no sul do Líbano. O líder do Hizbollah, Hassan Nasrallah disse que se Israel atacar o centro de Beirute, os milicianos do Hizbollah responderam com ataques contra Tel Aviv. O adolescente libanês, Mohammad Slim, sequestrado em 2 de agosto de 2006 no leste do Líbano por um comando israelense helitransportado foi libertado. Slim foi capturado quando cuidava de seu rebanho de ovelhas nas colinas Taraya, no oeste de Baalbek. Israel entregou o jovem ao exército libanês na fronteira entre ambos países, no litoral, por intermédio do Comitê Internacional da Cruz Vermelha.
- 4 de agosto - a aviação israelense atacou novamente Baalbek, matando uma civil e ferindo 3. Israel fez ataques aéreos contra Beirute, atingindo o subúrbio sul da cidade. Em Juaya, 2 civis em um veículo, foram mortos por um míssil disparado por um caça israelense. A aviação israelense destruiu 4 pontes em Beirute, matando 4 civis e ferindo 10, os ataques destruíram os acessos à capital libanesa pelo norte. Das 4 pontes, o ataque mais grave ocorreu na ponte de Halep, próxima à Biblos, a ponte era única via que possibilitava abandonar o país por terra rumo à Síria. Aviões israelenses bombardearam a central elétrica de Ibrahim Abdel Aal, situada em Sohmor, ao sul do lago artificial de Karaun, formado pelo rio Litani. O fornecimento de energia foi afetado para o sul do vale do Bekaa e grande parte do sul do Líbano. Quatro soldados israelenses morreram, dois ficaram feridos e um tanque danificado, em combates com o Hizbollah, na localidade de Merkaba. 33 empregados de uma fazenda foram mortos e pelo menos 17 feridos, quando aviões israelenses atacaram caminhões carregados de frutas no vilarejo de Qaa, no vale do Bekaa. 50 libaneses foram soterrados por escombros de um prédio destruído em Aita al Shaab. O Hizbollah lançou mais de 200 foguetes Katyusha e alguns de longo alcance, contra Israel, matando 3 civis e ferindo mais de 100. Um ataque aéreo contra uma casa na cidade de Taibeh, no sul do Líbano, matou 7 civis e feriu 10. A Resistência Islâmica, braço armado do Hizbollah, anunciou que bombardeou o quartel-general da Força Aérea de Israel no norte do território hebreu. 3 mísseis de longo alcance Khaibar-1 foram disparados pelo Hizbollah, caindo na cidade israelense de Hadera, cerca de 30 quilômetros ao norte de Tel Aviv.
- 5 de agosto - 2 destacamentos helitransportados de soldados israelenses atacaram a cidade de Tiro, o Hizbollah rechaçou a operação após duros combates, evitando a entrada do comandos israelenses. Nos combates em Tiro, morreram 7 libaneses e 1 soldado israelense. Outros 8 soldados israelenses ficaram feridos. A aviação israelense bombardeou fortificações do Hizbollah na cidade de Nabatiyeh, matando 1 pessoa. O Hizbollah afirmou que se Israel abandonar o Líbano, aceitará um cessar-fogo. O Hizbollah disparou mais de 120 foguetes Katyusha contra Israel, matando 3 civis. Morteiros disparados pelo Hizbollah atingiram dois veículos de uma divisão de engenharia do Exército israelense durante conflito na região de Taibeh. Um soldado israelense morreu e outros nove ficaram feridos na ação. Israel atacou mais de 70 alvos em todo Líbano. 21 soldados israelenses foram feridos por foguetes antitanque disparados por milicianos do Hizbollah, em Aita al-Shaab. No total, desde o início dos ataques, o Hizbollah disparou mais de 3 mil foguetes contra Israel.
- 6 de agosto -  o Hizbollah disparou mais de 180 foguetes Katyusha contra o norte israelense. Foguetes Katyusha mataram 12 militares israelenses em um posto de controle na localidade de Kfar-Giladi, onde também 20 pessoas ficaram feridas, 2 delas gravemente. Em Kiryat Shmona, outras 12 pessoas ficaram gravemente feridas por foguetes. As cidades de Akko, Maalot, Safed e outras regiões das Colinas de Golã também foram atingidas por vários mísseis disparados pelo Hizbollah. O Hizbollah disparou foguetes Raad 2 contra a cidade israelense de Haifa, matando 3 civis, e ferindo 160. A aviação israelense garantiu que destruiu o lançador de foguetes que foi utilizado contra Haifa. A Resistência Islâmica, braço armado do Hizbollah afirmou que seus mujahedins evitaram duas tentativas de incursão militar israelense na zona da passagem de Bayada, na fronteira com o Líbano, e que destruíram dois tanques e dois tratores bulldozer israelenses. Depois de um confronto em Taibeh, tropas israelenses recuaram, retirando 10 tanques do local. A aviação israelense atacou duas estradas que ligam o vale do Bekaa, no leste do Líbano, ao norte do país, além de duas pontes na província de Akkar, ao norte de Beirute. 6 civis libaneses morreram e outros 5 ficaram feridos em um ataque aéreo israelense em Sidon, cerca de 40 quilômetros ao sul de Beirute. A aviação israelense atacou 6 alvos ligados à Frente Popular de Libertação da Palestina-Comando Geral (FPLP-CG) na localidade de Qusaya-Kfar Zabad, no vale de Bekaa.
- 7 de agosto - a aviação israelense bombardeou Beirute, Nabatiyeh, Kfar Tibneet, Harouf, Ghaziyeh e uma aldeia próxima a Sidon, matando 17 civis, 7 de uma mesma família. A Força Aérea de Israel bombardeou 150 alvos no Líbano, e soldados israelenses mataram 10 milicianos do Hizbollah em combates nas aldeias de Bint Jbeil e Kafr Hula. Aviões israelenses bombardearam a última ponte onde ainda era possível cruzar o rio Litani, entre Sidon e Tiro, cortando a principal rota de abastecimento para os civis do sul. Ataque aéreo israelense a cidade de Hula, matou 1 civil. O primeiro-ministro libanês, Fuad Siniora, com lágrimas nos olhos, pediu a ajuda dos países árabes para obter um cessar-fogo imediato em seu país. 2 soldados israelenses morreram e outros 5 ficaram feridos durante combates com milicianos do Hizbollah na aldeia de Bint Jbeil, e 1 soldado israelense morreu em Tiro. O Hizbollah disparou 160 foguetes Katyusha contra Israel. A Resistência Islâmica, braço armado do Hizbollah matou ou feriu 8 militares israelenses na cidade de Adesa, no sul do Líbano. O ministro da Defesa de Israel, Amir Peretz, disse que Israel já não vê a campanha no Líbano como uma operação militar, e sim como uma guerra. 20 civis libaneses morreram e 50 ficaram feridos, num bombardeio israelense em Shibaj. Israel abateu um avião não tripulado do Hizbollah, que sobrevoava o litoral israelense. O exército libanês afirmou que vai enviar 15 mil soldados ao sul do país, mas somente quando os soldados israelenses saírem da região. Israel emitiu um alerta para que a população do sul do Líbano não saia às ruas depois das 22h locais.

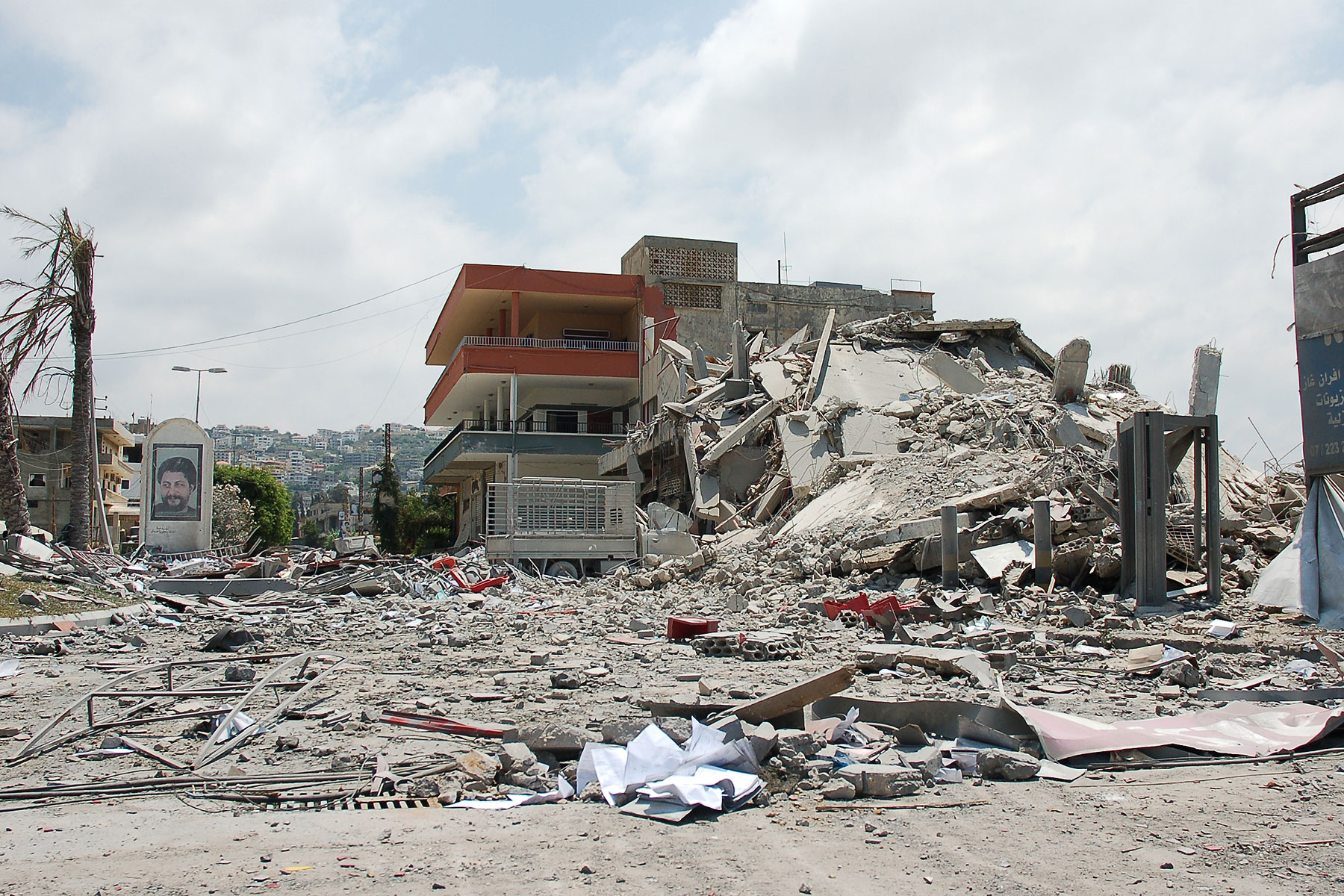
Centro comercial bombardeado no sul do Líbano.

- 8 de agosto - 1 soldado israelense morreu e 5 cinco foram feridos em combates com milicianos do Hizbollah no povoado de Bint Jbeil, no sul do Líbano. 2 soldados israelenses morreram em combate na aldeia de Labouna. Mujahedins do Hizbollah afirmaram que rechaçaram uma tentativa das tropas israelenses de se infiltrar no território libanês, perto de Ainata, e que destruíram dois tanques Merkava. O Hizbollah lançou 150 foguetes Katyusha contra Israel, ferindo 25 civis. Ataques israelenses mataram 13 pessoas e feriram 23 durante um funeral na vila de Ghaziyeh, ao sul da cidade de Sidon. Outras 6 pessoas foram  mortas, 5 morreram quando aviões israelenses atingiram caminhões com gasolina e caminhonetes perto da fronteira com a Síria, e 1 uma pessoa morreu em Rzoum, perto de Tiro.
- 9 de agosto - aviões israelenses atacaram Akkar, no norte do Líbano, disparando contra estradas e a ponte Arka. O Hizbollah matou 15 soldados israelenses e feriu 38 em violentos combates com milicianos, no sul do Líbano. O gabinete de segurança de Israel determinou, a expansão da ofensiva terrestre no Líbano para combater o Hizbollah e deter seus foguetes. O líder do Hizbollah, Hassan Nasrallah, prometeu transformar o sul do Líbano no "cemitério" das forças invasoras israelenses, e disse que o Hizbollah destruiu desde e começo das hostilidades, 60 tanques israelenses e dezenas de escavadeiras e veículos blindados. O Hizbollah disparou pelo menos 180 foguetes contra o norte israelenses.
- 10 de agosto - um soldado israelense morreu, e outro ficou ferido em combate na aldeia de Klea. A Resistência Islâmica, braço armado do Hizbollah, afirmou que matou 14 soldados israelenses em confrontos na localidade de Markaba. Soldados israelenses e milicianos do Hizbollah entraram em choque nas localidades libanesas de Marjayoun e Al-Khiyam. O Hizbollah afirmou que destruiu 4 tanques Merkava e outros 9 tanques de outros modelos, no sul do Líbano. Milicianos do Hizbollah dispararam 170 foguetes Katyusha contra o norte israelense, matando 1 menino de 3 anos e sua mãe, em Carmiel. Israel afirmou que assumiu o controle da cidade estratégica de Marjayoun, no sul do Líbano.
- 11 de agosto - o Conselho de Segurança da ONU aprovou por unanimidade uma resolução que pede o fim dos confrontos entre Israel e o grupo Hizbollah e a retirada das tropas israelenses do Líbano. Israel atacou 180 alvos no Líbano. 11 civis morreram e 9 ficaram feridos em um bombardeio israelense contra a ponte de Hissa, no platô de Akkar, próxima da fronteira com a Síria. Aviões israelenses atacaram a estrada internacional Beirute-Damasco, a estrada que leva ao posto de fronteira de Arida e a localidade de Habchit. Aviões israelenses bombardearam o subúrbio sul de Beirute, reduto do Hizbollah. 2 soldados israelenses morreram e outros 12 ficaram feridos em combates no sul do Líbano. O Hizbollah afirmou que deixou "15 mortos ou feridos" nas fileiras do exército israelense ao repelir uma incursão na região de Aita al-Shaab. O Hizbollah disparou 14 Katyushas e 1 Khaibar contra Haifa, deixando 3 civis israelenses feridos. A popularidade do primeiro-ministro israelense Ehud Olmert caiu, e somente 20% dos israelenses disseram que se poderia reivindicar vitória se a guerra terminasse. O Hizbollah afirmou que seus milicianos afundaram uma lancha com 12 soldados israelenses, no litoral de Mansuri, o exército israelense negou.
- 12 de agosto - Israel iniciou a ampliação da ofensiva contra o Líbano, apesar da resolução 1701 da ONU, pedindo um cessar-fogo. O exército israelense disse ser sua intenção controlar terrenos próximos a margem sul do rio Litani, para impedir disparos de foguetes do Hizbollah contra cidades do norte de Israel . O governo libanês disse que a resolução da ONU foi uma vitória da diplomacia libanesa. O secretário-geral do Hizbollah, Hassan Nasrallah, disse que os milicianos de seu movimento acatarão o cessar-fogo proposto pela ONU "assim que uma data for fixada", apesar de não concordarem totalmente com ela. Aviões israelenses causaram pelo menos 15 vítimas, entre mortos e feridos, na aldeia de Rachaf, 20 quilômetros a leste de Tiro. 8 civis libaneses foram mortos e outros 7 ficaram feridos em ataques aéreos israelenses perto da cidade de Saida. O Hizbollah disparou 65 foguetes contra o norte de Israel. 19 soldados israelenses morreram e outros 80 ficaram feridos em violentos combates no Líbano. A aviação israelense realizou um ataque contra o posto fronteiriço de Masnaa, devido ao ataque israelense na área, a estrada que liga o Líbano à Síria ficou fechada. O Hizbollah afirmou ter emboscado e destruído 4 tanques israelenses Merkava na localidade de Taibe, no sul do Líbano. 7 civis libaneses morreram e outros 36 ficaram feridos em um ataque aéreo israelense contra um comboio de veículos que fugia dos bombardeios em Marjayun. Milicianos do Hizbollah abateram um helicóptero militar israelense, matando 5 ocupantes do aparelho, na vila de Yater, no sul do Líbano, os milicianos teriam usado um novo tipo de míssil chamado Waad. Tropas israelenses alcançaram algumas regiões próximas as margens do rio Litani.
- 13 de agosto - o governo israelense aprovou um cessar-fogo nos conflitos entre o exército israelense e os milicianos do Hizbollah. O governo libanês e o Hizbollah também aceitaram a resolução 1701 aprovada em 11 de agosto de 2006 pela ONU, pedindo o fim dos combates. O secretário-geral da ONU, Kofi Annan, anunciou que o cessar-fogo entre o Hizbollah e Israel entrará em vigor no dia 14 de agosto de 2006. 6 civis libaneses ficaram feridos após ataque realizado pela aviação israelense, em Halba, capital de Akkar, no norte do Líbano, os israelenses destruíram duas novas pontes no planalto do Akkar, que liga esta região a Trípoli, principal cidade do norte do país, e também à Síria. 7 civis libaneses morreram em ataques israelenses contra a cidade de Tiro e a aldeia Ali an Nahri. Fontes militares israelenses informaram que 550 milicianos do Hizbollah morreram desde que começaram os conflitos, no dia 12 de julho, informação negada pelo Hizbollah.  O Hizbollah disparou cerca de 240 foguetes contra o norte de Israel, realizando assim o seu maior ataque desde o início da hostilidades, os foguetes mataram 1 civil e deixaram outros 9 feridos. Foguetes do Hizbollah acertaram a cidade portuária de Haifa. A aviação israelense atacou bairros do sul de Beirute, destruindo 11 prédios residenciais. A Resistência Islâmica, braço armado do Hizbollah, afirmou ter destruído 5 carros de combate israelenses em Sahl al-Khiyam, um tanque e uma escavadeira israelense teriam sidos destruídos em Wadi Al-Hojeir, e outros três carros de combates em Taibeh e Qantara. Hizbollah afirmou que "matou ou feriu" mais de 25 soldados israelenses em Aita al-Shaab. No sul do Líbano, um combatente do Hizbollah disparou um míssil antitanque contra um grupo de soldados de infantaria israelense, causando a morte de 1 oficial e de 3 soldados, e deixando outros 20 feridos, e 1 oficial faleceu após o carro de combate onde estava ter sido atingido por uma granada, e um outro foi ferido gravemente pelos estilhaços de outra granada, lançada em uma base militar na Galileia, no norte de Israel. A Força Aérea de Israel derrubou dois aviões não tripulados carregados de explosivos, a intenção do Hizbollah era acertar cidades israelenses. 38 civis e 4 soldados libaneses morreram e mais de 90 pessoas ficaram feridas no total, na véspera do cessar-fogo.
- 14 de agosto - o premiê israelense, Ehud Olmert, ordenou o cessar-fogo às tropas israelenses, a partir das 2:00h de segunda-feira (23:00h GMT), 6 horas antes antes do tempo limite para o fim das hostilidades entre Israel e Hizbollah, mas 15 minutos antes do cessar-fogo imposto pela ONU, aviões israelenses bombardearam o Líbano. Nas primeiras horas do cessar-fogo, os ataques aéreos israelenses foram suspensos, e os foguetes do Hizbollah não foram mais disparados contra as cidades israelenses. Alguns contingentes do exército israelense, começaram a retirada do Líbano. O exército israelense continuou a manutenção do bloqueio aéreo e naval sobre o Líbano, afirmando que o manterá até que o governo libanês possa impedir que armas abasteçam o sul do Líbano. Milhares de refugiados libaneses, ao ouvirem no rádio o fim das hostilidades, começaram a voltar para casa, as estradas libanesas ficaram com enormes congestionamentos. O exército israelense informou que depois de sua retirada do território libanês, parte das tropas do Estado judeu será posicionada ao longo da fronteira com o Líbano. Os 2 últimos soldados israelenses mortos em combate no sul do Líbano, antes da entrada em vigor do cessar-fogo, eram reservistas de uma força de infantaria, eles foram mortos por um míssil disparado pelo Hizbollah na localidade de Kantara. Com essas mortes, 116 militares israelenses perderam a vida desde o início do conflito, no dia 12 de julho. O número de soldados feridos é próximo dos 450, e até o começo do cessar-fogo, 41 civis morreram e 604 ficaram feridos pelos ataques do Hizbollah contra cidades do norte de Israel. Do lado libanês, mais de 1000 de civis morreram. O exército israelense afirmou ter matado cerca de 530 milicianos do Hizbollah, mas o movimento xiita só confirmou 50 mortos desde o começo dos combates. Os militantes do Hizbollah proclamam que venceram Israel. O Hizbollah distribuiu panfletos em Beirute felicitando os libaneses pela "grande vitória" conquistada sobre Israel. Os panfletos afirmavam que a vitória foi conseguida "graças à ajuda de Deus, aos mujahedins e a sua paciência". Nas ruas de Beirute, foi possível ver simpatizantes do Hizbollah carregando bandeiras do movimento e grandes fotos do líder xiita, Hassan Nasrallah. O primeiro incidente armado no Líbano após o cessar-fogo, ocorreu quando tropas do exército israelense dispararam contra milicianos do Hizbollah, que se aproximaram tropas israelenses de forma suspeita, 4 milicianos do Hizbollah morreram, o combate aconteceu na aldeia de Hadata, no sul do Líbano. O secretário-geral da ONU, Kofi Annan, pediu a Israel e ao Hizbollah esforço das duas partes, para consolidar a trégua e que negociem até que esta trégua vire um cessar-fogo permanente na região. O secretário-geral do grupo Hizbollah, Hassan Nasrallah, afirmou que a retirada das tropas israelenses do sul do Líbano representa uma "vitória histórica e estratégica" para todos os libaneses. O exército israelense afirmou que travou uma batalha "sem precedentes" contra o Hizbollah e que os milicianos xiitas tem "mais meios que muitos exércitos". O premiê israelense, Ehud Olmert, admitiu sua deficiência  na condução da guerra contra o Hizbollah.
- 15 de agosto - tropas israelenses começaram a retirada do Líbano. O Hizbollah disparou 10 foguetes Katyusha contra as tropas israelenses no sul do Líbano, sem deixar vítimas. Milicianos do Hizbollah dispararam 4 morteiros contra tropas israelenses postadas no sul do Líbano, o ataque não deixou vítimas. O governo libanês rejeitou a ideia de desarmar o Hizbollah. O governo libanês foi pressionado a deslocar mais rapidamente seu exército para o sul do seu país. O Hizbollah começou a reconstrução de áreas bombardeadas no Líbano, e sinalizou que vai pagar aluguel aos desabrigados e indenizar os proprietários de 15 mil casas destruídas pelos ataques.
- 16 de agosto - equipes de resgate libanesas começaram a retirada de escombros de algumas regiões do país e retiraram pelo menos 100 corpos. O Hizbollah afirmou que a proposta de desarmar seus combatentes não está na mesa de negociações. Segundo pesquisa, 70% dos israelenses querem a demissão do ministro de defesa do país, Amir Peretz, devido aos fracos resultados da guerra para Israel. No Líbano, o apoio do povo pela Síria e o Irã crescem. O exército israelense afirmou que pode ficar meses no sul do Líbano, se a força internacional da ONU, demorar muito para chegar. O governo libanês começou a reforma de pontes no sul do Líbano, e também a reforma das pistas do aeroporto internacional de Beirute.
- 17 de agosto - o exército libanês começou a ocupação do sul do Líbano, conforme as exigências da resolução 1701 do Conselho de Segurança da ONU, vários caminhões e jipes com soldados cruzaram o rio Litani. O exército israelense transferiu metade das zonas que ocupava no sul do Líbano à Força Interina das Nações Unidas no Líbano. Vários países prometeram a ONU, o envio de soldados para a força de paz no Líbano, não deixando claro quantos militares cada país poderá enviar.
- 18 de agosto - o premiê libanês, Fouad Siniora, entrou em contato com o secretário-geral da ONU, Kofi Annan, informando que Israel violou o espaço aéreo do Líbano, e que baterias antiaéreas libanesas abriram fogo contra os aviões do estado judeu. O exército libanês deu prosseguimento ao deslocamento em direção ao sul do Líbano à espera da força internacional da ONU. A ONU continuou tendo dificuldade de montar um primeiro contingente de 3.500 soldados para enviar ao Líbano.
- 19 de agosto - no leste do Líbano, unidades helitransportadas israelenses entraram em combate com milicianos do Hizbollah, na localidade de Budai, no vale do Bekaa. Os soldados israelenses teriam destruído uma central elétrica, nos confrontos 1 oficial israelense morreu e outros 2 soldados ficaram feridos. O governo libanês e o Hizbollah afirmaram que Israel violou a resolução 1701 da ONU. Israel afirmou a realização de uma operação helitransportada especial em Budai para impedir entregas de armas ao Hizbollah por parte de Irã e Síria. O Hizbollah afirmou que o objetivo israelense em Budai, era uma ação contra um líder do Hizbollah, Xeque Mohammed Yazbek. O ministério da defesa libanês ameaçou suspender o envio de tropas do exército para o sul do Líbano, devido o ataque israelense à Budai, no vale do Bekaa. O governo libanês pediu um posicionamento da ONU sobre o ataque no vale do Bekaa. O secretário-geral da ONU, Kofi Annan, acusou Israel de violar o cessar-fogo no Líbano, e se mostrou preocupado com a frágil paz na região.
- 20 de agosto - Israel anunciou que prosseguirá com as operações militares em solo libanês, colocando em risco o cessar-fogo com o Hizbollah. O ministro da defesa de Israel, Amir Peretz, disse para os ministros israelenses se prepararem "para um segundo turno" contra a milícia do Hizbollah. O premiê libanês, Fouad Siniora, qualificou de "crime contra a humanidade" a ofensiva militar israelense de mais de 30 dias contra o Líbano. Israel pediu que a Itália lidere a força de paz da ONU no Líbano.
- 21 de agosto - o exército israelense disparou contra um grupo de milicianos armados do Hizbollah. O incidente ocorreu perto da localidade de Shama, no sudoeste do Líbano. No confronto, 3 milicianos morreram e 4 soldados israelenses ficaram feridos. O premiê italiano, Romano Prodi, afirmou ter informado o secretário-geral da ONU, Kofi Annan, que a Itália pretende comandar a força de paz no Líbano.
- 22 de agosto - 10 mil soldados libaneses chegaram no sul do Líbano para cumprir a resolução 1701 do Conselho de Segurança da ONU. O governo da Itália ameaçou não mandar tropas para o Líbano, se o exército israelense "continuar atirando".
- 23 de agosto - 1 soldado israelense morreu e 3 ficaram feridos na explosão de uma mina antitanque numa área do sul do Líbano. A ministra das relações exteriores israelense, Tzipi Livni, pediu o posicionamento "extremamente rápido" da força de paz da ONU no sul do Líbano. Livni disse que a força é necessária para acabar com a situação "sensível e explosiva" na região.
- 24 de agosto - o presidente da França, Jacques Chirac, anunciou o envio de 2000 soldados franceses para apoiar a força de paz da ONU no Líbano. O premiê libanês, Fouad Siniora, afirmou que "o exército libanês é quem vai tratar do Hizbollah e de suas armas".
- 25 de agosto - a França anunciou que vai liderar as forças de paz da ONU no Líbano. Segundo pesquisa, 63% dos israelenses afirmaram que querem a renúncia do primeiro-ministro, Ehud Olmert, devido o péssimo desempenho de Israel contra o Hizbollah. A França disse que 15 mil soldados de paz no Líbano é um excesso.
- 26 de agosto - a União Europeia afirmou que vai colaborar com mais de 7 mil homens para a Força Interina das Nações Unidas no Líbano. A ONU afirmou que está perto de conseguir os 15 mil soldados que devem compor a missão de paz internacional no Líbano.
- 27 de agosto - o líder do Hizbollah, Hassan Nasrallah, afirmou que seu grupo não teria capturado 2 soldados israelenses caso soubesse da forte resposta que Israel daria ao ato. Foi divulgado por autoridades libanesas que Israel usou armas químicas no Líbano. Foram encontrados 3 cadáveres com sinais de terem sido vítimas de bombas de fósforo branco, arma química proibida para uso em seres humanos. Os cadáveres deram entrada em um hospital da cidade de Baalbek durante o confronto entre Israel e o Hizbollah.
- 28 de agosto - o secretário-geral da ONU, Kofi Annan visitou Beirute para reforçar o cessar-fogo no Líbano.
- 29 de agosto - o secretário-geral da ONU, Kofi Annan, em visita ao sul do Líbano, pediu a Israel e ao Hizbollah que resolvam rapidamente suas diferenças em torno de um cessar-fogo permanente.
- 30 de agosto - Israel rejeitou o pedido do secretário-geral da ONU, Kofi Annan, para levantar seu bloqueio aéreo e marítimo sobre o Líbano. O premiê libanês, Fouad Siniora, afirmou que cerca de 130 mil casas foram destruídas ou tiveram grandes danos devido aos bombardeios israelenses durante os 34 dias que durou o conflito entre Israel e o Hizbollah.
- 31 de agosto - o exército israelense pela primeira vez, cedeu uma faixa no leste da fronteira sob seu controle no sul do Líbano, para as tropas do exército libanês e da força internacional da ONU. A ONU voltou a pedir que Israel coloque fim no bloqueio aéreo e marítimo sobre o Líbano.

CRONOLOGIA DO CONFLITO ISRAELO-LIBANÊS DE 2006

## Setembro
- 1 de setembro - autoridades informaram que pode se levar até 10 anos para retirar todas as bombas de fragmentação não-detonadas que foram lançadas por Israel contra o Líbano durante o conflito.
- 2 de setembro - soldados italianos da força de paz da ONU, desembarcaram na cidade libanesa de Tiro. As doações de ajuda ao Líbano chegaram aos US$ 2 bilhões com as contribuições de Arábia Saudita e Kuwait.
- 3 de setembro - Israel admitiu que está negociando, através de intermediários, uma troca de prisioneiros palestinos e libaneses por 3 de seus soldados mantidos reféns.
- 4 de setembro - o secretário-geral da ONU, Kofi Annan, disse que vai enviar um encarregado para trabalhar pela libertação dos 2 soldados israelenses. O Líbano afirmou que apresentará uma denúncia contra Israel na ONU, pelo bloqueio aéreo e marítimo que Israel mantém, mesmo depois do fim dos combates.
- 5 de setembro - o chefe do Hizbollah, Hassan Nasrallah, afirmou em entrevista que o grupo manterá as armas para se defender de Israel em um eventual ataque ao Líbano. A ONU afirmou que Israel deverá acabar com o bloqueio aéreo e marítimo sobre o Líbano, dentro de 48 horas.
- 6 de setembro - Israel prometeu suspender o bloqueio aéreo e marítimo ao Líbano no dia 7 de setembro de 2006. A ONU agradeceu todos governos que colaboraram para que Israel colocasse fim no bloqueio sobre o Líbano.
- 7 de setembro - o governo de Israel suspendeu o bloqueio aéreo imposto ao Líbano durante dois meses, mas manteve o cerco marítimo ao país. Israel anunciou que deve completar sua retirada do Líbano em duas semanas. O Parlamento espanhol aprovou o envio de 1100 soldados ao sul do Líbano, para ajudar as tropas de paz da ONU.
- 8 de setembro - Israel anunciou que colocou fim ao bloqueio naval imposto ao Líbano.
- 9 de setembro - chega ao Líbano, 200 soldados franceses para as tropas da ONU. A Rússia pede investigações sobre o uso de bombas de fragmentação por Israel no ataque ao Líbano.
- 10 de setembro -  Israel afirmou que não retirará tropas de territórios ocupados sem negociação. Navios israelenses dispararam contra 3 barcos de pescadores, no litoral do sul do Líbano.
- 11 de setembro - o primeiro-ministro do Reino Unido, Tony Blair, visitou Beirute e foi recebido pelo primeiro-ministro libanês, Fouad Siniora. Manifestantes libaneses, na maioria estudantes libaneses pró-sirios, expressaram rejeição à visita de Tony Blair. O Hizbollah criticou duramente a maioria parlamentar anti-Síria no Líbano e exigiu a renúncia do governo libanês, ressaltando ainda que não pretende desarmar seus milicianos.
- 12 de setembro - o Líbano anunciou que moverá ação contra Israel, por contaminar o mar Mediterrâneo e o litoral libanês, depois dos bombardeios que atingiram os reservatórios de uma central elétrica ao sul de Beirute.
- 13 de setembro - a Alemanha anunciou que enviará 2400 soldados para as forças da ONU no Líbano. O chefe do Hizbollah, Hassan Nasrallah, afirmou que os seus milicianos continuam presentes no sul do Líbano, um mês depois do fim do conflito com Israel.
- 14 de setembro - aviões israelenses voltaram a violar o espaço aéreo libanês. As forças armadas libanesas em comunicado, afirmaram que 12 caças israelenses violaram o espaço aéreo libanês.
- 15 de setembro - os primeiros soldados espanhóis chegaram na costa da cidade de Tiro, no sul do Líbano.
- 16 de setembro - o presidente do Líbano, Emile Lahoud, pediu que todos os países do Oriente Médio dialoguem com Israel para trazer estabilidade e paz.
- 17 de setembro - Israel criou comissão para investigar falhas na guerra contra o Hizbollah. Soldados espanhóis desembarcaram em Beirute.
- 20 de setembro - as tropas da ONU no Líbano totalizam 5 mil soldados.
- 21 de setembro - o premiê israelense, Ehud Olmert, afirmou que o líder do Hizbollah, Hassan Nasrallah, está na mira de Israel, e afirmou que a milícia perdeu a guerra.
- 22 de setembro - o líder do Hizbollah, Hassan Nasrallah, discursou para uma multidão de 1 milhão e 500 mil pessoas em Beirute, Nasrallah afirmou que o Hizbollah ainda tem em seu arsenal mais de 20 mil foguetes.
- 23 de setembro - a Rússia anunciou que pretende enviar um contingente de engenheiros militares ao Líbano, mas não como parte da Unifil.
- 26 de setembro -  o ministro da defesa de Israel, Amir Peretz, anunciou que o exército israelense abandonará completamente o sul do Líbano em poucos dias.
- 27 de setembro -  o governo israelense anunciou que espera uma resposta das autoridades militares do Líbano sobre as regras de organização tática entre seus exércitos, no caso de um incidente com milicianos do Hizbollah, antes de decidir a retirada de suas tropas do sul do país. Autoridades afirmam que os soldados israelense em serviço no Líbano estarão em Israel para o Yom Kipur (Dia do Perdão).

## Outubro
- 1 de outubro - Israel retirou os seus últimos soldados do território libanês, cumprindo assim uma das principais condições da resolução de cessar-fogo da ONU.
- 2 de outubro -  os soldados do exército libanês assumiram os postos liberados pelas tropas de Israel no sul do Líbano.